# Upper Norwood
Upper Norwood is een wijk in het Londense bestuurlijke gebied Croydon, in de regio Groot-Londen.

## Geschiedenis
De naam Upper Norwood verwijst naar het Great North Wood wat zich vroeger tot in de huidige tijd uitstrekte. Tijdens de vroegmoderne tijd behoorde het grondgebied waar de wijk ligt tot het eigendom van de aartsbisschop van Canterbury en de enkele huizen maakten onderdeel uit van de parochie van Croydon. Het gebied kon pas tot ontwikkeling komen na de Croydon Enclosure Acts van 1797-1802. Deze wetten zorgden ervoor dat de gemeenschappelijke landen van de gemeente van Croydon in private handen kwam. In het begin van de negentiende eeuw werd het land van Upper Norwood gedomineerd door een aantal grote huizen die de landerijen bezaten. Slechts in een kleine driehoek was het toegestaan om huizen te bouwen voor de arbeidersklasse. In 1845 had Upper Norwood meer dan drieduizend inwoners.

Na de herbouw van het Crystal Palace op Sydenham Hill in 1854 groeide de aantrekkingskracht van Upper Norwood als een plek om te verblijven. In deze tijd werd het Queen's Hotel gebouwd waar enige tijd de Franse schrijver Émile Zola verbleef.

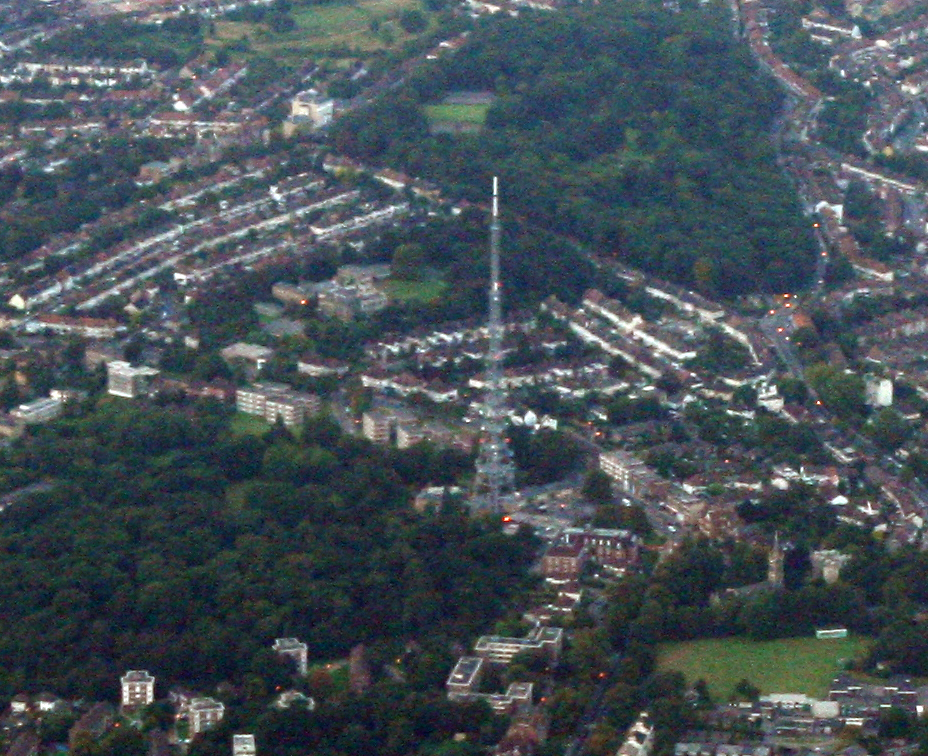
Luchtfoto van Upper Norwood
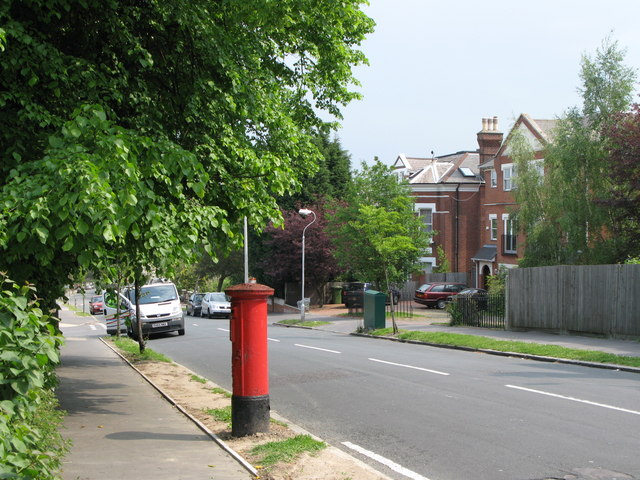
Hermitage Road
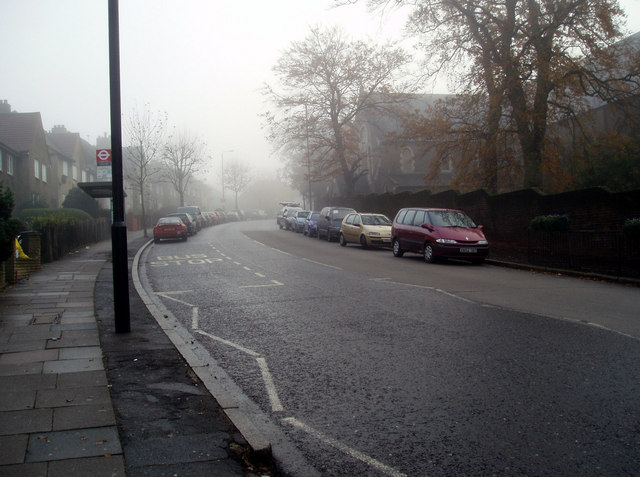
Central Hill

## Bekende inwoners
- Amanda Aldridge, Brits componist
- Raymond Chandler, Amerikaans schrijver
- Edward Elgar, Brits componist
- Robert FitzRoy, Brits marineofficier